# Finanza etica
Per finanza etica si intende quel settore della finanza che pone le persone e l’ambiente al centro dell’attività creditizia e di investimento, pertanto oltre ai tradizionali metodi di valutazione, stabilisce come e dove allocare le risorse in base anche a valutazioni etiche o morali, che vanno ad arricchire e integrare l'analisi prettamente finanziaria. 

## Definizione
La finanza etica deriva dall'evoluzione delle forme di finanza mutualistica, cooperativa, solidaristica che, soprattutto a partire dalla seconda metà del XIX secolo, si sono diffuse nelle economie avanzate per favorire l’inclusione finanziaria e l’accesso al credito delle categorie sociali più fragili.
Le valutazioni della finanza etica possono essere ricondotte a principi religiosi, come per esempio accade per la finanza islamica (in questo caso si parla di faith-based investment) oppure laici; nel secondo caso, è stato redatto il Manifesto della finanza etica dall'Associazione finanza etica, che è stata attiva in Italia tra 1994 e 2004 e che raggruppava i principali operatori di finanza "alternativa", "critica", "solidale" (come le Mag e Banca Etica):
(Alessandro Messina Denaro senza lucro. Manuale di gestione finanziaria per il terzo settore)
Punto di rilievo nello stesso documento è il principio che non è legittimo l'arricchimento basato sul solo possesso e scambio di denaro, ragion per cui assume rilevanza, ai fini etici, anche la presenza e/o il valore dell'interesse praticato sul finanziamento.
Quando la finanza etica persegue specificatamente e razionalmente lo sviluppo sostenibile, ovvero persegue un programma "etico" di investimenti che tenga conto - in via prevalente - delle future generazioni, allora essa si definisce anche finanza sostenibile.
Da un punto di vista generale, così riassume Jacopo Schettini Gherardini:
In generale con tale termine vengono individuati due distinte applicazioni degli strumenti finanziari:
1. la microfinanza (soprattutto il microcredito) rivolta alle fasce di popolazione più deboli così come attuata dalle Banche dei poveri nei paesi del Terzo mondo e, in anni recenti, anche in quelli ricchi;
2. l'investimento etico, cioè la gestione dei flussi finanziari raccolti con strumenti quali i fondi comuni per sostenere organizzazioni che lavorano nel campo dell'ambiente, dello sviluppo sostenibile, dei servizi sociali, della cultura e della cooperazione internazionale.[8]

## La microfinanza delle banche dei poveri
Le Banche dei Poveri sono degli istituti che operano nel campo della microfinanza, cioè nell'erogazione di prodotti finanziari (credito, risparmio, assicurazione, ...) caratterizzati da importi unitari molto bassi ed a favore di clienti che generalmente hanno uno scarso accesso al credito (quali, ad esempio, piccoli artigiani nel terzo mondo o disoccupati in occidente) perché privi di garanzie.
Il loro servizio più apprezzato è il microcredito, cioè l'erogazione di piccoli prestiti a beneficio di microimprese (solitamente individuali) sulla fiducia ed in modo informale per eliminare ogni spesa burocratica e rendere la loro gestione conveniente. Per sottolinearne l'efficacia, l'ONU ha dichiarato il 2005 "Anno Internazionale del Microcredito".

## L'investimento etico
L'investimento etico, detto anche solidale, si propone il finanziamento di iniziative che operano nel campo dell'ambiente, dello sviluppo sostenibile, dei servizi sociali, della cultura e della cooperazione internazionale. Gli americani sintetizzano tutto questo con la dizione Triple P Approach: People, Planet, Profit (Persona, Pianeta nel senso di ambiente, Profitto).

I fondi etici sono peculiari di mercati molto evoluti come quelli anglosassoni, dove l'offerta è amplissima e può soddisfare un grande spettro di richieste etico-morali. Esistono inoltre fondi detti impropriamente "etici" che pur non facendo selezione sui titoli devolvono in beneficenza parte degli utili.
Oggi sempre più istituti finanziari offrono prodotti di investimento i cui fondi sono destinati a questi scopi. Uno degli strumenti utilizzati per la selezione del beneficiario dell'investimento è lo Ethical Screening (selezione etica in italiano), cioè la pratica di includere o escludere dei titoli da un portafoglio o un fondo pensione sulla base di giudizi etici sulle attività da esso svolte. A supporto di questa attività di "screening" è da segnalare la proliferazione di organizzazioni indipendenti che si occupano di assegnare alle imprese "rating etici", in funzione dell'attenzione che tali imprese dedicano alle ricadute o esternalità negative del proprio operato.
Questa criterio di investimento nacque negli anni venti del secolo scorso in America quando la Chiesa Metodista decise di non proibire più ai suoi fedeli l'accesso alla borsa, a condizione che il denaro non finisse nell'industria dell'alcol o delle scommesse. In Italia giunse alla fine degli anni settanta, con la costituzione delle mutue di autogestione (MAG).

## Dal primo fondo d'investimento etico ad oggi: il percorso della finanza etica
Il primo fondo di investimento etico fu il Pioneer Fund di Boston, nel 1928. Il primo passo di un lungo percorso della finanza etica che Arzeni riassume nelle seguenti tappe:
- 1928: il fondo di investimento Pioneer Fund di Boston propone ai privati e ai fondi di investimento religiosi dei prodotti finanziari che escludano l'industria delle armi, dell'alcool, del gioco d'azzardo e del tabacco.
- 1967: una piccola associazione locale comunitaria, Fight, acquistando alcune azioni Kodak, esige durante l'annuale conferenza degli azionisti la sospensione delle politiche discriminatorie di segregazione razziale adottate nel sito di produzione di Rochester.
- 1968: 1200 studenti dell'Università di Cornell, nei dintorni di New York, chiedono al Consiglio di Amministrazione dell'ateneo di escludere dal portafoglio finanziario dell'università le aziende che lavorano con il regime dell'apartheid in Sudafrica.
- 1971: La chiesa episcopale, in qualità di azionista, chiede alla General Motors di sospendere le relazioni commerciali e produttive con il Sudafrica.
- 1976: L'OCSE pubblica le prime linee guida di orientamento per le multinazionali, nelle quali l'idea di responsabilità sociale delle imprese fa la sua prima apparizione.
- 1977: Leon Sullivan, un reverendo nominato amministratore delegato di gm (General Motors), elabora in collaborazione con i dirigenti di altre multinazionali statunitensi i principi di un'etica aziendale: fine della segregazione delle razze negli edifici dell'azienda, trattamento non discriminatorio, uguaglianza degli stipendi, programma di formazione per i lavoratori di colore.
- 1980: Una banca americana, la Boston Bank, crea un indice finanziario che include solo aziende che non fanno affari con il Sudafrica. Anni novanta: compaiono i primi veri fondi etici in Italia, come il San Paolo salute e ambiente, che investe almeno il 60% in azioni di società che si occupano di riciclaggio di rifiuti e di depurazione delle acque e in società farmaceutiche come Glaxo Smith Kline, e in definitiva in settori che lavorano per lo sviluppo sostenibile e la ricerca medica.
- 1992: Il Social Investment Fund, uno dei primi club di investimento etico, censisce 350 risoluzioni proposte da congregazioni religiose, ONG (Organizzazioni Non governative) e fondi pensione alle assemblee annuali degli azionisti, per quanto riguarda il comportamento etico delle aziende.
- 1998: L'associazione “Finanza etica” presenta a Firenze il suo manifesto.[3]
- 2002: L'Agenzia Europea di Investimenti Standard Ethics e le sue controllate sono il primo caso di strutture di investimento che delegano esplicitamente alle Nazioni Unite la definizione etica della propria meta-strategia di investimento, introducendo anche il principio che i vincoli agli investimenti debbano avere un carattere normativo non solo sociale. Tale vincolo viene poi esteso per la prima volta a livello statale, per i paesi OCSE soprattutto.